# Condado de Potter (Texas)
O Condado de Potter é um dos 254 condados do estado norte-americano do Texas. A sede do condado é Amarillo, e sua maior cidade é Amarillo.
O condado possui uma área de 2 388 km² (dos quais 33 km² estão cobertos por água e os restantes 2355 km2 por terra), uma população de 113 546 habitantes, e uma densidade populacional de 48 hab/km² (segundo o censo nacional de 2000).
O condado foi criado em 1876.

## Localidades do Condado
- Amarillo (dividido entre o Condado de Potter e o Condado de Randall)
- Bushland
- Bishop Hills